# Racconto del Graal

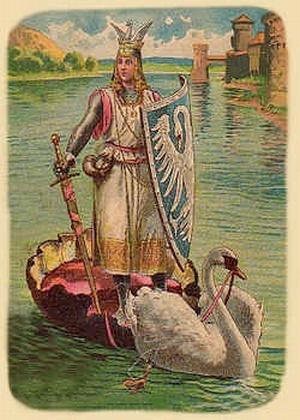
Lohengrin in una cartolina di inizio '900

Il Racconto del Graal è l'aria del terzo atto del Lohengrin, la sesta opera composta da Richard Wagner, nella quale l'eroe eponimo rivela finalmente la propria origine: egli è il figlio di Parsifal, il re del Santo Graal.
È citata spesso anche con le prime parole del verso iniziale, in lingua tedesca, “In fernem Land” (In paese lontano).

## Il Racconto del Graal
L'aria di Lohengrin ci riporta al preludio, all'inizio dell'opera: ritorna, scintillante, il tema del Graal, a introdurre la celebre narrazione delle origini del cavaliere. Le prime frasi, più bilanciate, lasciano spazio in seguito a un andamento più libero, in un intreccio tra la flessibile parte vocale (tra arioso e declamazione) e la parte orchestrale “che non accompagna”. Lohengrin perde per la prima volta il proprio aplomb: “singhiozza su tremoli e armonie cromatiche”.

### Le cinquantasei battute espunte
Già nella bozza del 1845 Wagner aveva previsto che la narrazione proseguisse fino all'inizio della missione del cavaliere e al suo arrivo sulle sponde della Schelda. Compose dunque, tra i mesi estivi del 1846 e la primavera 1848, anche la musica per queste strofe, sviluppando vari temi, tra i quali spiccava naturalmente quello di Lohengrin, quasi una ripresa della scena dell'arrivo, nel primo atto.
In una lettera inviata a Liszt il 2 luglio 1850, poche settimane prima del debutto assoluto dell'opera (28 agosto), il compositore chiese invece che le ultime cinquantasei battute non fossero eseguite e che il testo fosse rimosso dal libretto. Alla base di questa scelta, il carattere forse eccessivamente didascalico delle cinque quartine (nella lettera, il compositore parla di «effetto raggelante che potrebbe avere sul pubblico»).
(Lohengrin, atto III, scena III)
Nel dare alle stampe la partitura Wagner non cambiò opinione e da allora la scelta di non eseguire l'ultima parte dell'aria, apparsa solo di recente nell'edizione critica, è stata pressoché uniforme. Tra le poche eccezioni si può ricordare l'allestimento del 1936 al Festival di Bayreuth (l'interprete fu il tenore Franz Völker), oppure, più recentemente, al Wiener Staatsoper, nella stagione 2005-2006, con Johan Botha. La versione integrale è talvolta compresa in programmi concertistici.
Tra le più recenti registrazioni dell'aria nella versione integrale, si possono citare quelle di Johan Botha, Peter Seiffert o Jonas Kaufmann.